# فرانکو ایزرائیل
فرانکو ایزرائیل (انگلیسی: Franco Israel؛ زادهٔ ۲۲ آوریل ۲۰۰۰) بازیکن فوتبال اهل اروگوئه است.

وی همچنین در تیم‌های ملی فوتبال زیر ۱۷ سال اروگوئه، زیر ۲۰ سال اروگوئه و اروگوئه بازی کرده‌است.